# Via Macao
Pour plus de détails, voir Fiche technique et Distribution.
Via Macao est un film franco-portugais réalisé par Jean Leduc, sorti en 1966.

## Fiche technique
- Titre : Via Macao
- Réalisation : Jean Leduc
- Scénario : Jean Leduc
- Dialogues : Jean Leduc et Jacques Tournier
- Photographie : Jacques Lang
- Montage : Jacqueline Thiédot
- Musique : Dino Castro
- Sociétés de production : Les Films de l'Olivier - Felipe de Solms Films
- Tournage : du 4 octobre au 8 décembre 1965
- Pays de production :  France -  Portugal
- Durée : 95 minutes
- Date de sortie : France - 27 juillet 1966

## Distribution
- Roger Hanin : Michel
- Françoise Prévost : Colette
- Anna Gaël : Véronique
- Varela Silva : l'inspecteur
- Paiva Raposo : Gafari
- Vincent Leduc : un marin
- Serge Farkas : Jacques
- Amália Rodrigues